# Authentische Interpretation
Die authentische Interpretation ist eine besondere Form der Auslegung von rechtlich relevanten Texten, insbesondere von Gesetzen, anderer Rechtsvorschriften oder von Verträgen. Eigentlich ist die authentische Interpretation im strengeren Sinn keine Auslegung, sondern eine verbindliche Festschreibung einer Deutung als Willenserklärung des Gesetzgebers (oder der Vertragspartner).
In Österreich ist die authentische Interpretation in § 8 ABGB kodifiziert: „Nur dem Gesetzgeber steht die Macht zu, ein Gesetz auf eine allgemein verbindliche Art zu erklären. Eine solche Erklärung muß auf alle noch zu entscheidende Rechtsfälle angewendet werden, dafern der Gesetzgeber nicht hinzufügt, daß keine Erklärung bey Entscheidung solcher Rechtsfälle, welche die vor der Erklärung unternommenen Handlungen und angesprochenen Rechte zum Gegenstande haben, nicht bezogen werden solle.“ Diese Bestimmung wurde vor allem in der Frühphase der Anwendung des ABGB zwischen 1812 und 1846 öfters anwendet, um Unklarheiten endgültig und einheitlich für den gesamten Rechtsraum zu beseitigen.
Einen Fall der authentischen Interpretation (im Sinne der Auslegung eines Gesetzes durch den Gesetzgeber selber) behandelte das deutsche Bundesverfassungsgericht in seiner Senatsentscheidung zur rückwirkenden Änderung des deutschen Fremdrentengesetzes (Beschluss des Ersten Senats vom 21. Juli 2010, 1 BvR 2530/05 u. a., BVerfGE 126, 369). Der Gesetzgeber hatte die Rückwirkung als lediglich deklaratorisch, also nicht konstitutiv bezeichnet. Das Bundesverfassungsgericht stellte jedoch fest, dass diese authentische Interpretation bezüglich des deklaratorischen oder konstitutiven Charakters von Art. 5 Abs. 3 RVNG für die Judikative nicht verbindlich sei.